# Chen Quanguo

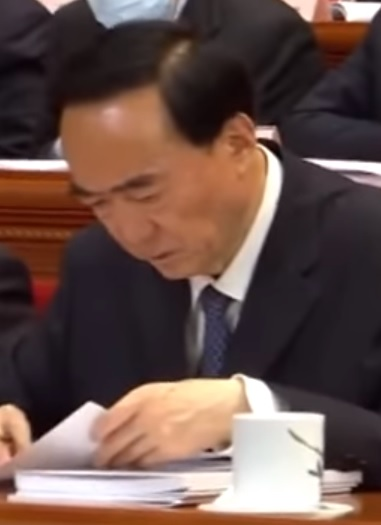
Chen Quanguo (2020)

Chen Quanguo (chinesisch 陈全国; * 1955 in Pingyu, Provinz Henan) ist ein Politiker in der Volksrepublik China.

## Karriere
Chen wurde 1976 Mitglied der Kommunistischen Partei Chinas. Er absolvierte das Studium der Wirtschaftswissenschaft an der Zhengzhou-Universität und erlangte einen Master of Economics an der Wuhan Automotive Polytechnic University. Nach Tätigkeiten in Politik und Verwaltung seiner Heimatprovinz, darunter zuletzt als deren stellvertretender Parteisekretär von 2003 bis 2009, war er von 2009 bis 2011 Gouverneur und stellvertretender Parteisekretär der Provinz Hebei.
Er war von August 2011 bis August 2016 Nachfolger von Zhang Qingli als Parteisekretär des Autonomen Gebietes Tibet und war daraufhin in gleicher Funktion bis 25. Dezember 2021 im uigurischen autonomen Gebiet Xinjiang tätig.
Er ist seit 2007 Kandidat des Zentralkomitees der Kommunistischen Partei Chinas und seit Oktober 2010 Mitglied des 19. Politbüros der Kommunistischen Partei Chinas.

## Verantwortlichkeit Chens für schwere Menschenrechtsverletzungen
Am 16. November 2019 von der New York Times veröffentlichte, von einem hochrangigen chinesischen Whistleblower geleakte chinesische Regierungsdokumente zeigen Chens Verantwortlichkeit für schwere Menschenrechtsverletzungen gegen die uigurische Minderheit in China, seitdem er 2016 zum Parteisekretär des uigurischen autonomen Gebiets Xinjiang ernannt wurde. Laut dieser Dokumente soll Chen die Gnadenlosigkeit gegen die Uiguren mit Reden von Staatspräsident Xi Jinping begründet haben. Knapp die Hälfte der geleakten Regierungsdokumente besteht aus Protokollen der Reden Xis, in denen ebenfalls dokumentierte, menschenrechtsbrechende Methoden der Sicherheitskräfte und Regierungsbeamte gegen die Minderheit gerechtfertigt werden und die Unterdrückung interner Kritik an der Operation von Anfang an gefordert wird. Chen soll Beamte, die seiner Politik nicht willfährig entsprochen haben, darunter der KP-Kader Wang Yongzhi, welcher 7000 Uiguren aus Gefangenschaft entließ, des Amtes enthoben, eingesperrt und verurteilen haben lassen.